# Türje
Türje è un comune dell'Ungheria di 1.912 abitanti (dati 2001). È situato nella contea di Zala.